# مايكل دوبري
مايكل واين دوبري (بالإنجليزية: Michael Duberry)‏، من مواليد 14 أكتوبر 1975 في إنفيلد في إنجلترا، لاعب كرة قدم إنجليزي.
بدأ مسيرته الكروية مع نادي تشيلسي في عام 1993، ولعب معهم حتى عام 1999، وشارك معهم في 87 مباراة وسجل هدف واحد، وفي عام 1995 أعير إلى نادي بورنموث، ولعب معهم 7 مباريات، وفي عام 1999 انتقل إلى نادي ليدز يونايتد، ولعب معهم حتى عام 2005، وشارك معهم في 57 مباراة وسجل 4 أهداف، وفي موسم 2004/2005 أعير إلى نادي ستوك سيتي، وشارك معهم في 15 مباراة، وفي عام 2005 انتقل إلى نادي ستوك سيتي، ولعب معهم حتى عام 2007، وشارك معهم في 80 مباراة وسجل هدف واحد، ومنذ عام 2007 وهو يلعب مع نادي ريدينغ.

## روابط خارجية
- مايكل دوبري على موقع الاتحاد الأوربي (الإنجليزية)
- مايكل دوبري على موقع قاعدة بيانات كرة القدم.إي يو (الإنجليزية)
- مايكل دوبري على موقع Soccerbase.com (لاعب) (الإنجليزية)
- مايكل دوبري على موقع عالم كرة القدم.نت (الإنجليزية)
- مايكل دوبري على موقع كووورة